# Ekaterina Šarmina
Ekaterina Michajlovna Šarmina, nata Martynova (in russo Екатерина Михайловна Шармина?; Brjansk, 6 agosto 1986), è una mezzofondista russa.

## Palmarès
| Anno | Manifestazione   | Sede   | Evento       | Risultato | Prestazione | Note |
| ---- | ---------------- | ------ | ------------ | --------- | ----------- | ---- |
| 2005 | Europei juniores | Kaunas | 1500 m piani | Argento   | 4'15"46     |      |
| 2011 | Europei indoor   | Parigi | 1500 m piani | Bronzo    | 4'14"16     |      |
| 2011 | Mondiali         | Taegu  | 1500 m piani | dq        | dq          |      |
| 2012 | Giochi olimpici  | Londra | 1500 m piani | dq        | dq          |      |
| 2013 | Universiadi      | Kazan' | 1500 m piani | dq        | dq          |      |
| 2013 | Mondiali         | Mosca  | 1500 m piani | dq        | dq          |      |